# Cmentarz rzymskokatolicki w Bielinach
Cmentarz rzymskokatolicki w Bielinach – zabytkowy cmentarz założony w 1810 roku, znajdujący się w gminie Ulanów, w powiecie niżańskim. Cmentarz usytuowany jest w północnej części miejscowości, w odległości około kilometra od kościoła.
Nekropolia miała kształt wydłużonego prostokąta, z jedną aleją główną przebiegającą od bramy wejściowej znajdującej się w połowie krótszego boku cmentarza, do jego przeciwległego końca. Zachowało się kilkadziesiąt nagrobków i krzyży żeliwnych nagrobnych z przełomu XIX i XX wieku, najstarszy z 1824 roku.
Na cmentarzu znajduje się mogiła zbiorowa z powstania z 1863 roku. Obok znajduje się mogiła partyzantów AK i Batalionów Chłopskich m.in. w mogile znajdują się prochy Juliana Kaczmarczyka, dowódcy oddziału Batalionów Chłopskich.